# 在樺コリアン
在樺コリアン（ざいかコリアン）とは、1945年8月初頭からのソビエト連邦の武力侵攻によって、占領・実効支配下に置かれた南樺太（サハリン南部）にソ連の労働力として残留させられた者と戦後にソ連と友好国だった朝鮮民主主義人民共和国から出稼ぎ労働者として移住した者から構成されている朝鮮民族のことである。在樺朝鮮人、在樺韓国人、サハリン残留朝鮮人、サハリン残留韓国人とも呼ばれる。

## 背景
朝鮮半島を日本が統治していた時代に、日本人と同じく日本国籍を持つ朝鮮半島の人々も労働者として南樺太へ出稼ぎや徴用により移住していた。第二次世界大戦で日本が敗戦するとソ連が対日参戦をして南樺太を侵攻（樺太の戦い）し、南樺太を実効支配に置いた。
1946年の米ソ引揚協定（「引揚に関する米ソ暫定協定」「在ソ日本人捕虜の引揚に関する米ソ協定」）により樺太からの引き揚げが始まった。これにより日本人が引き揚げることになったが、引揚者の選択はソ連当局が行うこととされており、中には帰国できずシベリア抑留された日本人もいる。朝鮮人については米ソ引揚協定で北朝鮮へ引揚を希望する在樺コリアンのうち北緯38度以北に居住し且つ同地域で出生したものが樺太からの引揚対象となる文言になっていたが、在樺コリアンの多くが北緯38度以南の韓国の出身者であったため、同協定による北朝鮮への引揚を希望する者は殆どいなかった。
1948年に建国された韓国政府が反共を国是として長年ソ連と国交を持たず、韓国政府も建国当初は経済的に貧しく食糧事情等から韓国人の流入に否定的な立場を取って在樺コリアンを祖国に帰郷させる姿勢を長年示さないまま忘れられていた存在になったこともあり、在樺コリアンの韓国への帰郷は長年不可能となった。また、在樺コリアンは1952年4月28日のサンフランシスコ平和条約発効によって朝鮮戸籍令に登録されていた者は日本国籍を離脱すると日本政府が解釈したことで正式に日本国籍を喪失した。ソ連は1990年まで韓国と国交を持たなかったため韓国国籍は付与されなかったが、一方でソ連国籍取得や1948年にソ連と国交を結んだ北朝鮮への帰郷や北朝鮮国籍取得は許されたため、半島南部出身者でも北朝鮮国籍となったものも存在する。どちらも選択せずにソ連国籍を選んだ者も存在していた。ジョン・ステファンは自著『サハリン』（原書房、1973年）の中で「朝鮮人は日本人と同様帰国を希望していた。しかし、地元の情勢、国際情勢は彼らの希望を阻んでしまった。ソ連としてはこの朝鮮人の労働力が石炭、パルプ、水産業に重要な役目を果たしていたため、ソ連は如何なる犠牲を払っても事業運営の継統を望んでいたのであった」として朝鮮人をソ連が労働力として必要としていたと述べている。
また、戦後に北朝鮮から樺太に労働力として派遣された者も多く、その一部は定住し、在樺コリアンとなった。人数では1950年代初頭で、日本時代からの「残留在樺コリアン」は約2万7千人、戦後北朝鮮から派遣された「北朝鮮系在樺コリアン」は約1万2千人ほどとなっている。
1956年10月には日ソ国交正常化に伴い、ソ連に抑留されていた日本人の引揚げが1957年8月から1959年9月に行われ、日本人妻を持つ朝鮮人夫とその子がサハリンから引揚げたり（日本人妻766人、朝鮮人夫とその子供1541人）、1970年代に数人がソ連出国を許された例外的ケースはあるが、その際もほとんどの在樺コリアンは帰郷することはできず、国境をはさんだ家族・親族の分断状態は続いた。
1990年に韓国とソ連（後のロシア）の国交が結ばれたことから、韓露で直接韓国国籍の付与や韓国への帰郷が行われるようになった。それにより韓国に帰国をするもの、北朝鮮国籍または韓国国籍で樺太で永住を望むもの、朝鮮系ロシア人（高麗人）として生きるものなどが存在している。
日本時代を懐かしんで日本の歌を口ずさみ『いつも日本（時代）のことを思っていた』『日本人とロシア人のすることは全然違うのですよ』と話す日本時代を知る元在樺コリアン（ロストフに移住）も存在している。
朝鮮語と日本語が話せ、さらにロシア語を習い、トライリンガルになった者もいる。しかし、時代の経過によりそのような世代は死去しつつあり、戦後生まれの世代は基本的にロシア語しか話せない。

## 残留者帰還問題
1956年の日ソ国交正常化による樺太引揚で日本に住んでいた在日朝鮮人朴魯学と堀江和子の夫妻が、1958年頃から樺太に残った残留朝鮮人帰還運動に取り組んでいたが、1975年12月、高木健一を初めとする弁護士らが日本人と同じく出稼ぎや徴用によって樺太に来歴した在樺コリアンを「日本の強制連行が原因」と突然主張しはじめ、4人の在樺コリアンを原告とする「樺太残留者帰還請求訴訟」を起こしたことで、この問題は政治的な色彩を帯びていった。善意の民間人として帰還支援していた新井佐和子や朴魯学夫婦は帰還支援より政治的目的のための裁判を支援した日弁連・日教組・自治労・日本社会党など進歩的文化人、市民団体や総評系労働組合が純粋な帰還支援活動から自身らの反日本政府のイデオロギーのための政治運動に変質させて政治利用したことを強く批判している。
韓国では1948年の建国当初の李承晩大統領の在外韓国人受け入れ拒否姿勢だった。しかし、朴正煕大統領は日韓基本条約以降に日本から資金と技術支援を元手に国内投資に回して漢江の奇跡により1970年代には経済新興国になっており、条約締結後に今までの政府は在外同胞に冷淡だったとして受け入れを表明していたなど日本を通じた韓国人の流入が日韓の間で容易な状態になっていた。
ソ連邦当局は、1960年半ばから1976年の半ば頃までは、直接国交のない南朝鮮地方（現韓国）出身の帰還希望者の帰還申請に対し「日本政府が韓国政府から許可とれば出国を認める」としていた。ソ連と直接国交のない韓国政府の同意により、日本政府は1976年4月から仲介を開始するが、ソ連政府は同年7月頃から出国許可を認めなくなった。
1976年10月迄の日ソ間の帰還交渉において、在樺コリアンの日本へ入国申請者は331名、このうち日本滞在を経て韓国へ帰還を希望するものが330名、日本で永住を希望する者が1名であった。この帰還交渉では、日本政府が過去の在日履歴等を確認し、韓国政府の帰還認可を受けて、ソ連と出国交渉する形で進められた。同年の報告では、日本側の入国認可者19名のうちソ連が出国認可した者は1名、また日本政府を介して韓国政府の受け入れ認可を待つ者が5名となっている。結果的に出国出来たのは日本入国から韓国へ帰国1人・帰国せずに日本に留まった2名であった。
1983年には上記の朴魯学夫婦と草川昭三議員らが中心となり、ソ連の国交がない韓国地域の出身者を日本で家族と再会できるようしようと国の事業としての家族再会事業が行われるようになった。しかし、この事業について韓国を独裁政権として北朝鮮を社会主義・共産主義の友好国としていた日弁連・日教組・自治労・日本社会党など進歩的文化人、市民団体や左派労働組合は「サハリンの朝鮮人はみな朝鮮民主主義人民共和国の国民と認められるから韓国に還すことに協力できない」という立場を取って韓国へ帰還させることに反対した。
1987年に今度は日本社会党の五十嵐広三議員が中心となり「サハリン残留韓国、朝鮮人問題議員懇談会」が出来て補償的な側面を見せながら人道的な支援事業として外務省に予算化されることとなった。この事業は毎年1億円程度であったが1994年の村山内閣で社会党が予算編成に関わって以降に大幅に予算が増額された。これにより2007年度には「在サハリン『韓国人』支援」名目で3億円の予算が計上され、2007年までに政府が拠出してきた金額は70億円に達している。支援の内容としては、韓国への永住希望者が住む家賃無料のアパートの建築費、病弱者を対象とした療養院に対する建設費やヘルパー代、1989年7月には大韓赤十字社と日本赤十字社との間で、在サハリン韓国人支援共同事業体が設立され、それに拠出する形で、永住帰国はしないが韓国へ一時帰国を希望する人々の往復渡航費と滞在費の負担、また2006年には 同事業により、樺太に留まる韓国国籍ののみのために、ユジノサハリンスクにサハリン韓国文化センターが建設もされている。戦後、北朝鮮から派遣労働者としてサハリンに渡った人など「日本とは何の関係もない人」も支援を受けていることが判明しており、戦後60年以上となり「もはや支援対象者はほとんどいなくなったはずであり、理由なき支援ではないか」との批判も出ているが、2007年、韓国は「まだサハリンには韓国への永住希望者が3000人以上も残っている。数百人単位で順次、帰国させたい」として、日本側に支援を要求した。

## フィクション
- 村上春樹の『1Q84』では、樺太で朝鮮人の両親兄弟と生き別れて日本で孤児となった「タマル（田丸健一 朝鮮姓：朴）」という男が、当時の事情を懐述するシーンがある。